# Gustav Havel
Gustav Havel (Tsjechisch: Gustava Havla, 27 augustus 1930 - Praag, 30 december 1967) was een motorcoureur uit Tsjecho-Slowakije.

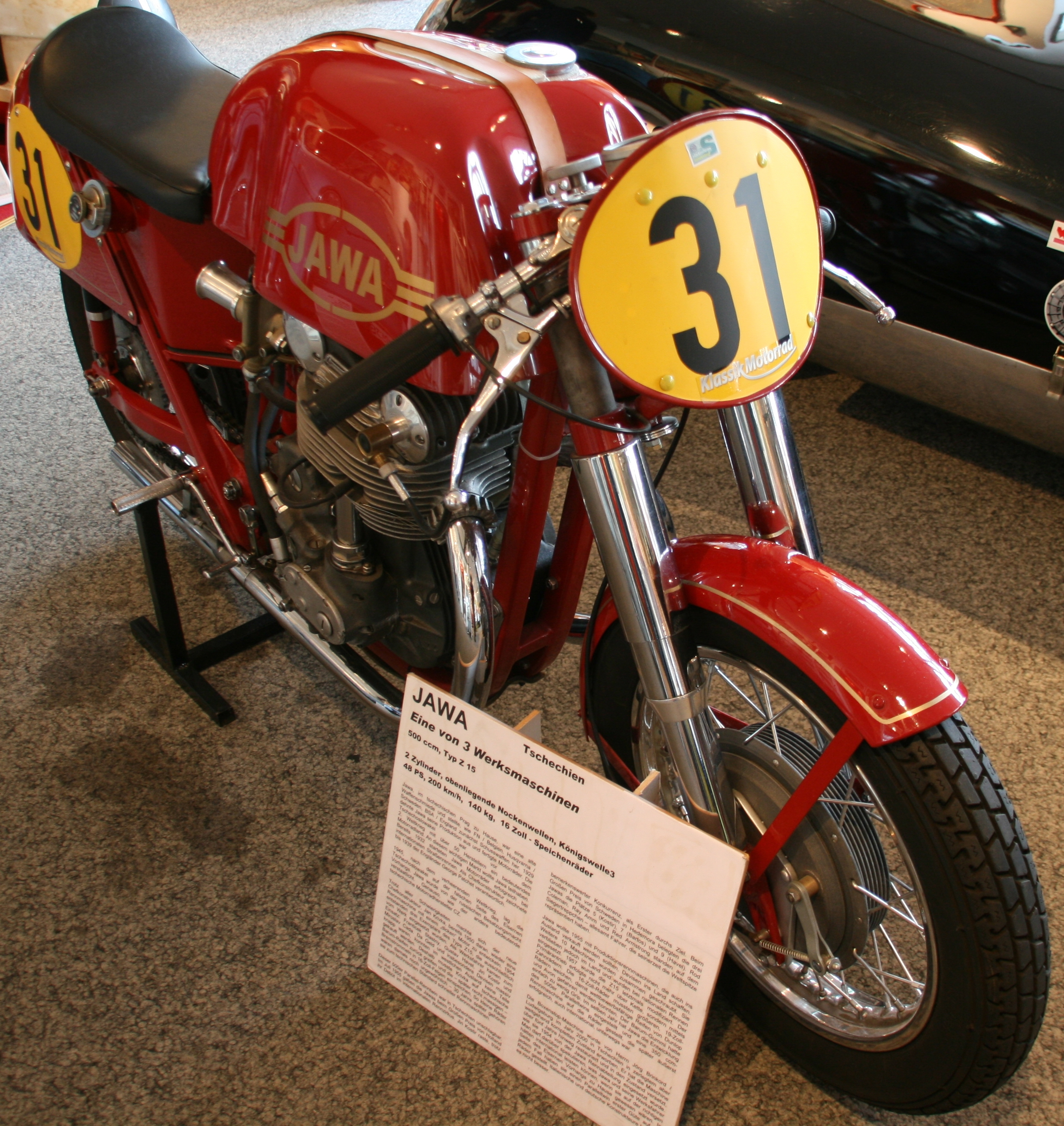
Jawa 500cc-tweecilinder

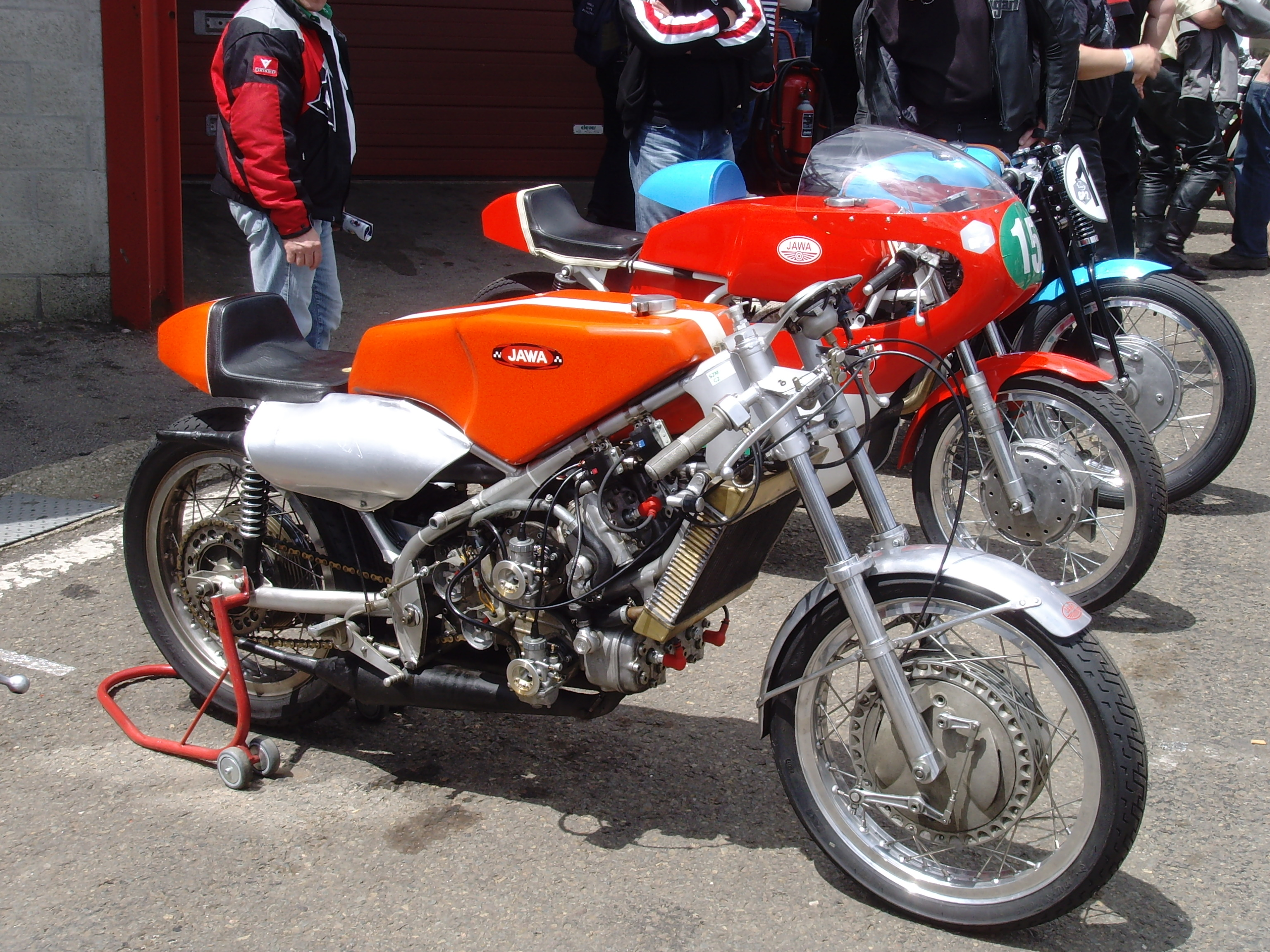
Jawa 350cc-V4

## Carrière
Gustav Havel was als Tsjech gebonden aan motorfietsmerken uit het Oostblok. In zijn geval was dat Jawa in Týnec. Gustav Havel debuteerde in het seizoen 1961 in het wereldkampioenschap wegrace. Jawa gebruikte in die tijd nog tamelijk eenvoudige tweecilinderviertaktmotoren, die hier en daar nog kenmerken vertoonden van de vooroorlogse DKW's. De DKW-fabriek lag na de oorlog in de Duitse Democratische Republiek en werd omgedoopt tot Motorradwerk Zschopau. In het Oostblok werkten de verschillende motorfietsfabrikanten vaak samen. Dat het merk CZ wordt genoemd bij sommige deelnames had te maken met het feit dat de Jawa-machines soms "Jawa-CZ" werden genoemd om marketingtechnische redenen. Een deel van de productie van Jawa vond ook in bij CZ in Strakonice plaats. Gustav Havel en zijn teamgenoot František Šťastný werden vooral ingezet in de 350cc-klasse, maar hun machines waren niet opgewassen tegen de 350cc-Honda's. Bovendien nam Jawa lang niet aan alle races om het wereldkampioenschap deel. Havel's beste seizoen was dat van 1961, toen hij in de 350cc-klasse als derde eindigde. In het seizoen 1967 debuteerde de Jawa 350cc-V4, een veelbelovende viercilindertweetakt, die echter nog niet uit de verf kwam. De machine moest nog doorontwikkeld worden en zou pas in het seizoen 1969 enig succes boeken. 

## Overlijden
Gustav Havel maakte dat echter niet meer mee. Hij kwam op 30 december 1969 om bij een verkeersongeval in Praag. 

## 300 bochten van Gustav Havel
In Tsjecho-Slowakije bestond al sinds 1936 een stratenrace die "300 bochten" werd genoemd. De coureurs reden daar in totaal 312 bochten. Na zijn dood werd deze race omgedoopt tot "300 zatáček Gustava Havla" (300 bochten Gustav Havel).

## Wereldkampioenschap wegrace resultaten
| Jaar | Klasse | Team | Motorfiets  | 1     | 2       | 3       | 4       | 5       | 6      | 7       | 8       | 9       | 10      | 11      | 12    | 13    | Punten | Plaats | Wereldkampioen                                     |
| ---- | ------ | ---- | ----------- | ----- | ------- | ------- | ------- | ------- | ------ | ------- | ------- | ------- | ------- | ------- | ----- | ----- | ------ | ------ | -------------------------------------------------- |
| 1961 | 250 cc | Jawa | Jawa 250    | SPA - | DUI 10  | FRA -   | NED -   | BEL -   | DDR 9  | TSL -   | FIN -   | ULS -   | IOM -   | NAT -   | JAP - |       | 0      | -      | Mike Hailwood, Mondial 250 Bialbero / Honda RC 162 |
| 1961 | 350 cc | Jawa | Jawa 350    |       | DUI 2   |         | IOM 27  | NED 8   |        | DDR 4   | ULS -   | NAT 3   | ZWE 2   |         |       |       | 19     | 3e     | Gary Hocking, MV Agusta 350 4C / MV Privat 350 4C  |
| 1962 | 350 cc | Jawa | Jawa 350    |       |         | IOM DNF | NED -   |         |        | ULS 5   | DDR 4   | NAT 5   | FIN -   |         |       |       | 7      | 7e     | Jim Redman, Honda RC 171                           |
| 1962 | 500 cc | Jawa | Jawa 500    |       |         | IOM -   | NED -   | BEL -   |        | ULS DNF | DDR -   | NAT -   | FIN -   | ARG -   |       |       | 0      | -      | Mike Hailwood, MV Agusta 500 4C                    |
| 1963 | 350 cc | Jawa | Jawa 350    |       | DUI 4   |         | IOM -   | NED 6   |        | ULS -   | DDR 4   | FIN -   | NAT -   |         | JAP - |       | 7      | 5e     | Jim Redman, Honda RC 171                           |
| 1964 | 350 cc | Jawa | Jawa 350    |       |         |         | IOM DNF | NED 7   |        | DUI -   | DDR 2   | ULS 3   | FIN -   | NAT -   | JAP - |       | 10     | 5e     | Jim Redman, Honda RC 172                           |
| 1964 | 500 cc | Jawa | Jawa 500    | VST - |         |         | IOM -   | NED DNF | BEL -  | DUI DNF | DDR 7   | ULS DNF | FIN -   | NAT DNF |       |       | 0      | -      | Mike Hailwood, MV Agusta 500 4C                    |
| 1965 | 350 cc | Jawa | Jawa 350    |       | DUI 3   |         |         | IOM DNF | NED -  |         | DDR 3   | TSL -   | ULS 3   | FIN -   | NAT - | JAP - | 12     | 7e     | Jim Redman, Honda 2RC 172                          |
| 1965 | 500 cc | Jawa | Jawa 500    | VST - | DUI -   |         |         | IOM -   | NED -  | BEL -   | DDR -   | TSL DNF | ULS 7   | FIN DNF | NAT - |       | 0      | -      | Mike Hailwood, MV Agusta 500 4C                    |
| 1966 | 350 cc | Jawa | Jawa-CZ 350 |       | DUI 5   | FRA -   | NED 5   |         | DDR 3  | TSL -   | FIN DNF | ULS 4   | IOM DNF | NAT 6   | JAP - |       | 12     | 5e     | Mike Hailwood, Honda RC 173                        |
| 1966 | 500 cc | Jawa | Jawa-CZ 500 |       | DUI DNF |         | NED 11  | BEL -   | DDR 14 | TSL 11  | FIN DNF | ULS 9   | IOM -   | NAT -   |       |       | 0      | -      | Giacomo Agostini, MV Agusta 500 4C                 |
| 1967 | 350 cc | Jawa | Jawa V4     |       | DUI -   |         | IOM -   | NED 12  |        | DDR -   |         |         |         |         |       |       | 2      | 13e    | Mike Hailwood, Honda RC 174                        |
| 1967 | 350 cc | Jawa | CZ 350      |       |         |         |         |         |        |         | TSL 4   |         | ULS -   | NAT -   |       | JAP - | 2      | 13e    | Mike Hailwood, Honda RC 174                        |
| 1967 | 500 cc | Jawa | Jawa 500    |       | DUI -   |         | IOM -   | NED -   | BEL -  | DDR -   | TSL DNF | FIN -   | ULS -   | NAT -   | CAN - |       | 0      | -      | Giacomo Agostini, MV Agusta 500 3C                 |